# Sèrie de Fourier generalitzada
Una sèrie de Fourier generalitzada és l'expansió d'una funció integrable quadrada en una suma de funcions de base ortogonal integrables quadrades. La sèrie estàndard de Fourier utilitza una base ortonormal de funcions trigonomètriques, i l'expansió de la sèrie s'aplica a les funcions periòdiques. En canvi, una sèrie de Fourier generalitzada utilitza qualsevol conjunt de funcions de base ortogonal i es pot aplicar a qualsevol funció integrable quadrada.

## Definició
Considereu un conjunt {\displaystyle \Phi =\{\phi _{n}:[a,b]\to \mathbb {C} \}_{n=0}^{\infty }} de funcions de valors complexes integrables en quadrats definides en l'interval tancat {\displaystyle [a,b]} que són ortogonals per parelles sota el producte interior ponderat:
{\displaystyle \langle f,g\rangle _{w}=\int _{a}^{b}f(x){\overline {g(x)}}w(x)dx,}
on {\displaystyle w(x)} és una funció de pes i {\displaystyle {\overline {g}}} és el complex conjugat de {\displaystyle g}. Aleshores, la sèrie de Fourier generalitzada d'una funció {\displaystyle f} és: {\displaystyle f(x)=\sum _{n=0}^{\infty }c_{n}\phi _{n}(x),} on els coeficients estan donats per: {\displaystyle c_{n}={\langle f,\phi _{n}\rangle _{w} \over \|\phi _{n}\|_{w}^{2}}.}

## Problemes de Sturm-Liouville
Donat l'espai {\displaystyle L^{2}(a,b)} de funcions integrables quadrades definides en un interval donat, es poden trobar bases ortogonals considerant una classe de problemes de valors de límit en l'interval. {\displaystyle [a,b]} anomenats problemes regulars de Sturm-Liouville. Aquests es defineixen de la següent manera, {\displaystyle (rf')'+pf+\lambda wf=0}{\displaystyle B_{1}(f)=B_{2}(f)=0} on {\displaystyle r,r'} i {\displaystyle p} són reals i continus {\displaystyle [a,b]} i {\displaystyle r>0} activat {\displaystyle [a,b]}, {\displaystyle B_{1}} i {\displaystyle B_{2}} són condicions de límit autònomes, i {\displaystyle w} és una funció contínua positiva en {\displaystyle [a,b]}.
Donat un problema regular de Sturm-Liouville tal com s'ha definit anteriorment, el conjunt {\displaystyle \{\phi _{n}\}_{1}^{\infty }} de les funcions pròpies corresponents a les diferents solucions de valors propis del problema formen una base ortogonal per {\displaystyle L^{2}(a,b)} respecte al producte interior ponderat {\displaystyle \langle \cdot ,\cdot \rangle _{w}}. També ho tenim per a una funció {\displaystyle f\in L^{2}(a,b)} que compleix les condicions de contorn d'aquest problema de Sturm-Liouville, la sèrie {\displaystyle \sum _{n=1}^{\infty }\langle f,\phi _{n}\rangle \phi _{n}} convergeix uniformement a {\displaystyle f}.

## Exemples

### Sèrie Fourier-Legendre
Una funció {\displaystyle f(x)} definit a tota la recta numèrica s'anomena periòdic amb punt {\displaystyle T} si un nombre {\displaystyle T>0} existeix de tal manera que, per a qualsevol nombre real {\displaystyle x}, la igualtat {\displaystyle f(x+T)=f(x)}.
Si una funció és periòdica amb període {\displaystyle T}, llavors també és periòdic amb punts {\displaystyle 2T}, {\displaystyle 3T}, i així successivament. Normalment, el període d'una funció s'entén com el nombre més petit {\displaystyle T}. Tanmateix, per a algunes funcions, existeix valors arbitràriament petits de {\displaystyle T}.
La seqüència de funcions {\displaystyle 1,\cos(x),\sin(x),\cos(2x),\sin(2x),...,\cos(nx),\sin(nx),...} es coneix com a sistema trigonomètric. Qualsevol combinació lineal de funcions d'un sistema trigonomètric, inclosa una combinació infinita (és a dir, una sèrie infinita convergent), és una funció periòdica amb un període de 2π.